# Kawalkada (film)
Kawalkada (ang. Cavalcade, 1933) – amerykański melodramat wojenny o życiu zwyczajnej brytyjskiej rodziny na podstawie sztuki Noela Cowarda pod tym samym tytułem. Fabuła obejmuje wydarzenia od Nowego Roku 1899/1900 (początek XX wieku) do Nowego Roku 1933/1934, przedstawione z punktu widzenia Jane i Roberta Marryot, ich dzieci, przyjaciół i służby. Postaci przedstawione są w filmie na tle prawdziwych wydarzeń historycznych takich jak II wojna burska, śmierć królowej Wiktorii, zatonięcie Titanica czy I wojna światowa. Film został nagrodzony Oscarem dla najlepszego filmu za lata 1932/33.

## Obsada
- Diana Wynyard jako Jane Marryot
- Clive Brook jako Robert Marryot
- Una O’Connor jako Ellen Bridges
- Herbert Mundin jako Alfred Bridges
- Beryl Mercer jako Cook
- Irene Browne jako Margaret Harris
- Tempe Pigott jako Pani Snapper
- Merle Tottenham jako Annie
- Frank Lawton jako Joe Marryot
- Ursula Jeans jako Fanny Bridges
- Margaret Lindsay jako Edith Harris
- John Warburton jako Edward Marryot
- Billy Bevan jako George Grainger
- Desmond Roberts jako Ronnie James

i inni